# Насадження дуба звичайного (пам'ятка природи)
Наса́дження ду́ба звича́йного — ботанічна пам'ятка природи місцевого значення в Україні. Розташована в межах Глибоцького району Чернівецької області, на південний схід від села Валя Кузьмина. 
Площа 7,5 га. Статус присвоєно згідно з рішенням 17-ї сесії обласної ради XXIII скликання від 20.12.2001 року № 171-17/01. Перебуває у віданні ДП «Чернівецький лісгосп» (Кузьмінське лісництво, кв. 42, вид. 8). 
Статус присвоєно для збереження частини лісового масиву з високопродуктивним деревостаном дуба звичайного віком 160 років.